# 鄭守一
鄭 守一（チョン・スイル、정수일、1934年11月12日 - 2025年2月24日）は12の言語を駆使して韓国の文明交流学を開拓した歴史学者・イスラム学者・シルクロード学者であり、元朝鮮労働党対外情報調査部のスパイ、元檀国大学校教授。韓国系フィリピン人、ムハンマド・カンス（Muhammad Kansu、무함마드 깐수）という偽名でも知られている。

## 出自
1934年11月、中国延辺龍井の朝鮮人家庭に生まれた。1952年に北京大学に入学し1955年12月に卒業後、中国の国費留学生として派遣されエジプトのカイロ大学で研究生として留学した。中国外交部およびモロッコ駐在中国大使館などで活動したが、1963年6月、妻子と共に北朝鮮に移住し朝鮮民主主義人民共和国の国籍を取得した。その後平壌国際関係大学や平壌外国語大学の教授を務めたが、1974年、対南工作員に選抜され、スパイ教育を受けた。アラビア語、ペルシア語、韓国語、中国語、日本語、タガログ語、フランス語、ロシア語、ドイツ語、スペイン語、英語の12の言語を駆使した。
その後チュニジア大学の社会経済研究所研究員を経て、1979年1月、イェ・ジョプス名義でレバノンに出国、同年2月、レバノン朝鮮親善協会の助けによりムハンマド・カンス名義でレバノン国籍を獲得。1980年8月、国籍変更目的で社会経済研究所研究員として就業したが、国籍獲得に失敗した。1982年7月、マレーシアに入国し、マラヤ大学イスラムアカデミー教授などを歴任した。1983年4月、フィリピンに入国し、イスラム宣教会の推薦により、1984年2月、フィリピン国籍を獲得した。1988年に檀国大学校大学院史学科博士課程に入学し、1990年に「新羅とアラブ・イスラム帝国関係史研究」という論文で博士取得後、檀国大学校の招聘教授として任用され講義を行ない、多くの著述活動や対外活動で著名人となった。

## 対南工作
顔が濃くアラブ人に似ているため、1984年4月、延世大学韓国語学堂入学を口実に韓国への潜入に成功した。韓国内で偽装結婚した後、フィリピン国籍のまま学者となり、政界・学界・マスコミ界各界の専門家と交流しつつ、高級情報を探知・収集、暗号・隠語を使用した国際郵便とFAX等を利用、80余回にわたり中国の工作拠点を通して、北朝鮮に高級政治・軍事情報を報告した。
1987年7月～1995年2月の間、4回にわたり中国・オーストリア等を経由して入北し、対南工作の功労により祖国統一賞を受賞、韓国情勢を報告して、金父子に対する忠誠宣誓文の作成と革命遺跡地等を踏査した後、短波ラジオ、暗号表、毒薬アンプル等のスパイ装備の交換及び工作金（19,000ドル）を授受、韓国に再び潜入して活動する等、専門性と知的能力を具備し、外国人の身分を利用して疑われることなく、長期埋伏、高級情報収集を主任務としてきた典型的なインテリ・スパイだった。

## 発覚後
1996年7月3日、プラザホテルのビジネスセンターから北京所在の北朝鮮工作拠点にFAXを送信したことから発覚して国家保安法違反で逮捕された。7月21日に法廷で自白し本名と身分を明かした。これによって檀国大学校での教授職と博士学位をはく奪された。その後12年の刑を宣告され約5年服役したが2000年8月15日の光復節特赦で出所した。2003年4月30日に特別赦免および復権され、5月14日には国籍回復を通じて大韓民国国籍を取得した。2004年には仏教人権賞を受賞し、2008年11月、韓国文明交流研究所を創立した。
2025年2月24日に死去。享年91。

## 獄中書簡
以下は獄中書簡の一部である。
―異邦語の女神に魅せられて　1996年10月21日―
今日はあなたや周りの人がずっと気になっていたこと、私がどうやって様々な言語を習得したかを辿ってみよう。法廷で論じられもしたがこれは別に自慢ではない。人々が気にしているしこれで私の人生の道筋の一つの断面を推測できるだろう。私は龍井で生まれて成長したが最初に接した文字は中国語ではなく日本語だった。初等教育で日本語を学び解放後にもずっと日本の書籍は読んでいたので今でも日本の本は手放せない。次に高等教育で中国語、ロシア語を学んだ。中国外交部に勤務しながら中国語を存分に使った。ロシア語は大学で教材に採択されており自然に親しんだし、北の土地で授業を受けるには学界でロシア語が普遍的だったためロシア語の原典を数知れず読破せねばならなかった。英語は大学で学んだがエジプト留学中に公用語として使われていたので親しまざるを得なかった。
アラビア語は専攻していて10年をアラビア語圏で過ごしたので言うまでもなく一番体に染みついている。韓国に来ても檀国大、外大、明知大でアラビア語を講義してきた。ドイツ語との縁は少し意外だがカイロ大学に留学していた頃アラビア語の古典を研究するため必要で、周囲の助けである程度習得できた。フランス語はフランスの植民地だったアルジェリアなどで勤務しながら業務上習得せざるをえなかった。フランス語は魅力的な言語で、なぜ自分の言語を愛さねばならないか分からせてくれる。スペイン語にも触れる機会があった。モロッコにいたときスペインと接触する機会が多く好奇心から慣れ親しんでいった。
向学心に燃えていた頃、アラビア語と深い関係のあるペルシア語にも挑戦した。イランの友人たちと親しくしていたのでまずまずの会話はできるようになった。今は文明交流学に没頭しておりこれももっと学ばねばならないだろう。また、マラヤ大学の教授を務めながらマレーシア語も学ばねばならず、フィリピン国籍を取らねばならなかったのでタガログ語にも没頭した。こうやって東西12の言語と格闘してきた訳だ。自律的だったときもあるし他律的だったときもあるが、今文明交流学を開拓する場ではインドの古代語をはじめ二、三個をまた学ばねばならないだろう。いずれにせよ60年わがままな外国語の女神に魅せられてその誘惑から自由になれなかった。見ようによっては悲劇でもあり幸運でもあった。この全ては私の夢と共に始まった数奇な人生の経歴と一つ一つ関連するものだ。東奔西走しながら押し寄せる世の荒波の中でその堅苦しく無味乾燥な異邦語を釣り上げようと時間と精力を使い果たしてきた。だがそれは予定されたことで運命と考え身命を尽くしてきたので微塵も後悔しない。むしろ今もその成果が一つ一つ結実しているので大きなやりがいを感じる。実際外国語は知るほどに世界への地平が限りなく広がっていくのだから大きな資産だ。以上、私の経験が後学たちに何かの助けとなるかは分からないが、一人の人間が志を持ってぶつかって挑戦するのは無意味なことではないだろう。
―師と弟子が一本の縄で縛られて　1997年1月20日―
私は分断の悲劇の体験者として、生き証人として、その犠牲者としてではなくこの民族の運命と前途について多くの苦悶をし、時には骨に染みるほど煩悶してきた。韓国に来てからは分断された国土の悲運をより実感しどうすれば統一できるのか熟考してきた。世界には多くの国があるがわが民族ほど長い間まとまって暮らしてきた国は他にない。これは我々の大きな誇りであり底力だ。そして一日も早く二つの国となったこの国土を一つに結び塞がれていた血と魂が通じるようにせねばならない。誰が何といってもこの土地は我々が生まれ育ち埋められる巣であり墓なのだ。
今我々は不信と反目にまみれているが、骨を削る自省によって速やかに和解と統一へ向かわねばならないだろう。これが知識人の姿勢であり良心であると信じる。民族は主観、客観的要素を全て持たねばならないが主観的要素、民族意識がなければ本当の民族とはいえない。民族の成員が相互の一体感と連帯意識を発揮して民族のための心、つまり一つになり共に歩む心を持つことが重要だ。民族は我々にとって厳然たる実態だ。民族愛と共同体意識は普遍的な価値として時代が変わっても変わることはない。捨てるべきものは民族排他主義、虚無主義だけだ。世界がどんなに民族超克や世界主義を喧伝しても今は虚構や仮想に過ぎない。私は隔離された獄中で分断の痛みを骨身に染みるほど感じている。
数日前一人の学生と一本の縄で縛られ法廷に出頭したことがあった。彼は私が在職していた檀国大の在学生だった。私の授業を聞いたことがあり私を一目で分かったようだ。彼と一列に縛られていくとき彼が会釈をした。私は接近が禁じられていてどうすることもできず再び会う機会が生じたとき、彼は手錠をはめたまま私の口にキャンディーを一つ入れてくれたのだった。拘置所で菓子類を売っており法廷で緊張をなだめようと持ってきたようだった。その瞬間私は涙がこみ上げた。外ではどうということはないが監獄では飴一つが貴重で誰もが思いのまま人にやれるものではない。私は拘束された学生たちに会うたびに言っていた。「南北の我々既成世代が役目を果たせず若い君たちがこのように苦労をしているのだ」と。彼はしばらくこちらを見て背を向けながらも「教授、お元気で」と何度も会釈して挨拶をしてくれた。この時の心情がどうだったか説明することができない。師と弟子が一つの縄に繋がれるこの珍しくも無情な分断の現実！師の道や師の在り方がそっくり消え失せたこの歯がゆい現実！明らかにこれはわが民族の悲劇であり痛みだ。分断が無かったなら、我々の愛すべき若者たちが監獄に来ることもなく生き生きと未来の人材として暗い影もなく生きていっただろう。また、法廷で私が教えていた大学院生たちが傍聴席に座っているのを見た。私は彼らの目を避けたかった。私が拘束されたために学部や大学院に開設された講座が閉講されたのだ。ようやく出帆した文明交流史号は総舵手を失いまさに難破してしまった。共に乗船した学生たちは漂流するしかなかった。私は彼らを見た瞬間担当教授としての罪悪感に目がしらが熱くなった。恨めしい分断の悲惨と不幸は私のような既成世代が甘受すれば充分であり、これ以上我々の後代たちに引き継ぐことが無ければと切実に感じる。まさにこの願いのために私は若いころ私の前に広がる洋々たる前途と栄華を躊躇せずに捨て、私なりの険しい茨の道を歩んできたのだ。世界史の中で高い自尊心と尊厳を守ってきた民族でありながら分断を克服できず真っ二つのまま苦難の生を生きているのはこの国、この土地の他にない。
この土地の分断が続く限り、全ての人が、全ての国がわが民族を仰ぎ見ることはないだろう。我々もまたその誰もがわが民族を誇る資格と面目を持たないのだ。